# Archiv für Rechts- und Sozialphilosophie
Das Archiv für Rechts- und Sozialphilosophie (ARSP) ist eine 1907 begründete interdisziplinäre sowie internationale, vierteljährlich erscheinende Fachzeitschrift für Staatslehre, Rechtsphilosophie und Sozialphilosophie. Die Zeitschrift wird im Auftrag der Internationalen Vereinigung für Rechts- und Sozialphilosophie (IVR), der sie als Publikationsorgan dient, herausgegeben und erscheint im Franz Steiner Verlag. Die in verschiedenen Sprachen (u. a. Deutsch, Französisch, Englisch und Spanisch) verfassten Artikel durchlaufen vor der Veröffentlichung ein Peer-Review-Verfahren. Federführender Herausgeber des ARSP ist Ulfrid Neumann. Die verantwortliche Redaktion liegt in den Händen von Annette Brockmöller.
Die Zeitschrift richtet sich vorrangig an Juristen, Soziologen und Philosophen. Bis 1933 erschien die Zeitschrift unter dem Namen Archiv für Rechts- und Wirtschaftsphilosophie (ARWP).  Gründungsherausgeber waren Fritz Berolzheimer und Josef Kohler. Als Verlag fungierte die „Verlagsbuchhandlung Dr. Walther Rothschild“ unter der Leitung von Walther Rothschild mit Sitz in Berlin. Ab dem Februarheft des Jahres 1936 wurde Otto von Schweinichen Schriftleiter der Zeitschrift. Sein Nachfolger in dieser Funktion wurde Jürgen von Kempski. Das ARSP zeichnete sich während dieser Periode durch ein für damalige deutsche Rechtszeitschriften „erstaunliches Maß an Neutralität“ aus, wobei als eine denkbare Erklärung hierfür die Haltung der Schriftleiter Schweinichen bzw. Kempski gelten kann. Die Zeitschrift wurde 1949 von Theodor Viehweg wiederbegründet.
Das ARSP veröffentlicht seit 1960 eine Schriftenreihe unter dem Namen „Beihefte“.